# Karl Kreutzberg
Karl Kreutzberg, nemški rokometaš, * 15. februar 1912, † 13. avgust 1977.
Leta 1936 je na poletnih olimpijskih igrah v Berlinu v sestavi nemške rokometne reprezentance osvojil zlato olimpijsko medaljo.